# 카를하인츠 푀르슈터
카를하인츠 헬무트 푀르슈터(독일어: Karlheinz Helmut Förster, 1958년 7월 25일 ~ )는 독일의 은퇴한 축구 선수로, 현역 시절 중앙 수비수로 활약했다.
또 다른 축구 수비수인 베른트 푀르슈터의 동생인 그는 당대 세계구급으로 최상급 수비수로 정평이 났고, 현역 시절을 대부분 베른트와 슈투트가르트에서 보냈다. 둘 다 1980년 유럽 선수권 대회에 참가해 우승을 거두었다.

## 클럽 경력
모스바흐 출신인 푀르슈터는 슈투트가르트에서 프로 신고식을 치렀고, 독일 1부 리그에서 그는 슈투트가르트에서만 활약했다. 그는 소속 구단의 1977년 2부 리그에서 승격하는데 일조했고, 34번의 경기 중 5번의 경기에 출전했다.
푀르슈터는 1부 리그에 오른 뒤 빠지는 일이 거의 없었는데, 친형 베른트와 함께 후방을 맡았다. 둘 모두 1983-84 시즌 리그 우승에 일조했고, 카를하인츠는 1986년에 300번 이상의 공식 경기에 뛴 후 구단을 떠났다. 그는 이후 프랑스의 마르세유에 3.5M DM의 이적료로 입단했다.
그는 로엠 3년차에 같은 국적의 클라우스 알로프스 협력하여 소속 구단의 2관왕에 일조했다. 그는 거의 32세가 되어 은퇴한 후, 선수 대행자가 되었다.

## 국가대표팀 경력
푀르슈터는 서독 국가대표팀 경기에 81번 출전했는데, 1978년 4월 5일에 브라질을 상대로 20번째 생일을 맞이하기 전에 첫 경기를 치렀다. 그 후, 그는 부동의 주전으로 도약하여 유로 1980 우승에 일조했고,(벨기에와의 결승전에서 얀 쾰레만스를 철저히 봉쇄했다) 1982년 월드컵 전 경기에 매분 뛰었다.
후자의 대회에서 두 형제(베른트는 앞서 유로 1980 우승의 주역이었다)는 오트마어와 프리츠 발터가 1954년에 두 형제가 동시 결승전에 출전한 이후로는 처음으로 결승전에 동시 출전한 형제 선수가 되었고, 준우승으로 마무리한 최초의 형제이기도 했다.
푀르슈터는 유로 1984와 1986년 월드컵에서도 주축 선수였는데, 후자의 대회는 아르헨티나에 밀리며 준우승으로 대회를 마무리했다. 그는 8강전에서 멕시코의 우고 산체스를, 준결승전에서는 프랑스의 미셸 플라티니를 봉쇄했다.

## 경력 통계
아래의 점수에서 왼쪽의 점수가 서독의 점수이며, 점수 열은 푀르슈터의 득점 상황을 나타낸다.
| # | 날짜             | 경기장                          | 상대   | 점수 | 결과 | 대회                 |
| - | ---------------- | ------------------------------- | ------ | ---- | ---- | -------------------- |
| 1 | 1979년 10월 17일 | 서독 쾰른 뮝게어스도퍼 슈타디온 | 웨일스 | 5–0  | 5–1  | 유로 1980 예선전     |
| 2 | 1984년 12월 16일 | 몰타 타알리 타알리 국립경기장   | 몰타   | 1–1  | 3–2  | 1986년 월드컵 예선전 |

## 수상

#### VfB 슈투트가르트
- 분데스리가: 1983–84

#### 올랭피크 드 마르세유
- 디비시옹 1: 1988–89, 1989–90
- 쿠프 드 프랑스 : 1988-89

#### 서독
- 유럽 선수권 대회: 1980
- 월드컵 준우승: 1982, 1986

### 개인
- UEFA 유로 대회 베스트 : 1980,[5] 1984[6]
- FIFA 월드컵 올스타팀: 1986
- 독일 올해의 축구 선수: 1982
- 은월계잎장 : 1980
- "키커" 분데스리가 올해의 팀: 1977–78, 1983–84[7][8]
- 키커 랑리스테 : WK 3회, IK 13회